# Йодо (остров)
Йодо (Никольского, кор. 려도) — остров, принадлежащий КНДР, в Восточно-Корейском заливе Японского моря. Примерно 2,2 километра в длину и до 1,4 километров в ширину. Наивысшая точка 94 метров. На западном берегу острова есть небольшой залив с пляжем, а рядом с ним рыбацкая деревня Йодоли. Относится к провинции Хамгён-Намдо. Находится у восточного побережья полуострова Корея, в 18 километрах к северо-востоку от крупного порта Вонсан, у входа в залив Йонхынман, к югу от острова Ундо (Кодо, Куприянова, 웅도, 코도), к востоку от острова Синдо (Анненкова, 신도), к юго-востоку от полуострова Ходо (Нахимова), к западу от мыса Калмагак (Муравьёва).
Нанесён на карту в 1854 году экипажем фрегата «Паллада». Им же назван по фамилии участника кругосветного плавания Лазарева на шлюпе «Ладога» и фрегате «Крейсер» в 1822—1825 гг. лейтенанта Дмитрия Васильевича Никольского (ум. 1834).
Между островом Йодо и мысом Калмагак южный проход в залив Йонхынман, между островами Йодо и Ундо — средний.
На островах Йодо, Синдо и других, а также на полуостровах Ходо и Кальма в период Корейской войны (1950—1953) находилось несколько долговременных крупных дальнобойных береговых, противокатерных и зенитных батарей, защищавших вход в залив Йонхынман.
С 10 октября по 2 ноября 1950 года ООН проводила операцию Clearance of Wonsan по тралению минных заграждений порта Вонсан. 11 октября во время траления минных заграждений у Вонсана в среднем проходе подорвался на минах и затонул головной тральщик USS Pirate (AM-275), следующий за ним тральщик USS Pledge (AM-277) подвергся обстрелу береговых батарей, получил несколько попаданий и подорвался на мине. Пострадало 92 человека, из них 12 пропали без вести, а один впоследствии умер от ран.
16 февраля 1951 года ООН приступила к тесной морской блокаде Вонсана, самой продолжительной в современной истории. Блокада продолжалась 861 дня, до 27 июля 1953 года. Для этой цели войска ООН ввели тактическую группу. Вблизи блокируемого Вонсана они захватили семь островов и создали там временные базы для своих сил. 24 февраля 210 солдат корпуса морской пехоты Республики Корея (ROKMC) высадились и захватили без сопротивления остров Синдо, а затем остров Йодо. На момент оккупации на острове Йодо в рыбацкой деревне Йодоли находилось 100 жителей, многие из которых добровольно были эвакуированы в Южную Корею. Размеры острова Йодо, его положение и топография превращали его в идеальную базу для осуществления блокады Вонсана. 24 марта эскадренный миноносец USS English высадил на остров Тэдо береговую группу управления огнём. Солдаты южнокорейской морской пехоты, которые высадились на Йодо, постепенно взяли под свой контроль и несколько других островков бухты: Мёдо (Модо, Вишневского), Содо, Хвантходо. На семи захваченных островах, занимающих господствующее положение над фарватером, ведущим в порт, были высажены корректировочные посты и небольшие части морской пехоты, на некоторых из них оборудовались стоянки для кораблей. На Йодо располагалась штаб-квартира 95.23 оперативного элемента (TE 95.23, the East Coast Island Defense Element, ECIDE).
В ночь на 26 декабря 1951 года в районе острова Йодо, в бухте Йонхынман на плавающей мине подорвался южнокорейский противолодочный корабль «Чирисан» (РС-704) типа типа PC-461. Весь экипаж, примерно 80 человек, погиб.
На Йодо в июне 1952 года построили аварийную взлётно-посадочную полосу шириной 36 метров и длиной 820 метров для винтомоторных самолётов, повреждённых над Северной Кореей. 3 июня первые строители в составе 3 офицеров и 75 солдат высадились на острове Йодо и 9 июня приступили к созданию взлетно-посадочной полосы. 25 июня полоса была построена, для её удлинения была взорвана скала. Также на конце, примыкающем к берегу, устроили аппарель для извлечения из воды неудачно приземлившихся самолетов. Впервые эта взлетно-посадочная полоса была использована 15 июля 1952 года, когда 7 самолетов F4U Corsair из состава 193-й эскадрильи с авианосца USS Princeton (CV-37) произвели на ней посадку из-за недостатка горючего после продолжительных тщетных поисков самолёта, который был сбит в 50 километрах северо-западнее Хыннама. Самолеты F4U Corsair заправились на острове Йодо и благополучно возвратились на USS Princeton. Несмотря на артиллерийский обстрел со стороны батарей на мысе Калмагак, на полуострове Ходо и на острове Умидо, аэродром действовал до конца войны. Он был назван Бриско-Филд (Briscoe Field), в честь вице-адмирала Роберта Бриско, командующего Седьмым флотом ВМС США, по приказанию которого было начато его строительство. Большое значение аэродром имел в последний год войны, когда он стал спасательным пунктом для многих самолётов и летчиков.
Йодо служил базой для вертолётов, использовавшихся для разведки мин и спасательных работ и находившихся на борту танкодесантного корабля USS Greer County (LST-799), переоборудованного в плавбазу тральщиков и базу для трёх вертолётов. Вертолеты LST-799 подобрали 22 летчика самолётов, повреждённых над Северной Кореей. Блокадные силы, несмотря на отсутствие противодействия на море, несли потери от огня береговых батарей. В течение апреля, мая и июня 1953 года батареям Вонсана удавалось поражать американские корабли. Наибольшее число попаданий приходилось на патрулирующие эскадренные миноносцы. 16 апреля эсминец USS Maddox (DD-731) получил прямое попадание, в результате которого убиты 3 человека. 19 апреля снаряд попал в кормовую часть эсминца USS James E. Kyes (DD-787), убито 9 человекв.
Мелкие острова были эвакуированы в первый же день перемирия, 27 июля 1953 года. Для эвакуации острова Йодо, на котором находилось большое количество различных сооружений, потребовалось больше времени: надо было эвакуировать склады и оборудование, а также уничтожить оборонительные сооружения. 1 августа последние корабли покинули бухту Йонхынман. 

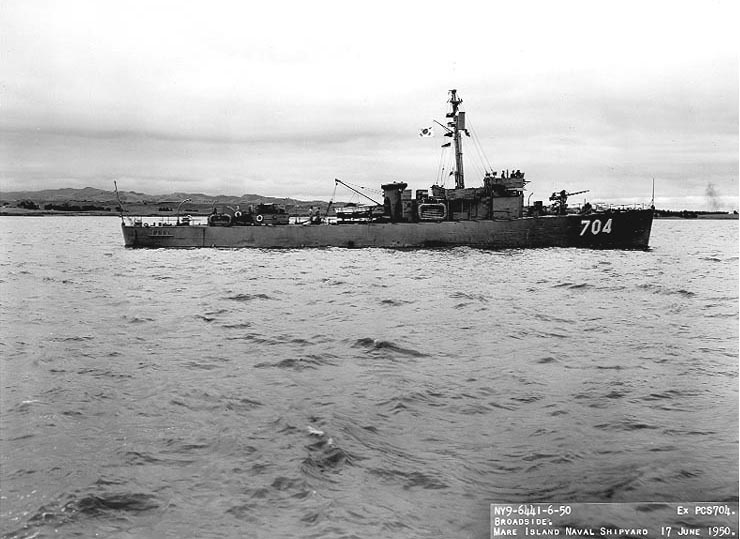
Южнокорейский противолодочный корабль «Чирисан» (РС-704) типа типа PC-461[англ.]
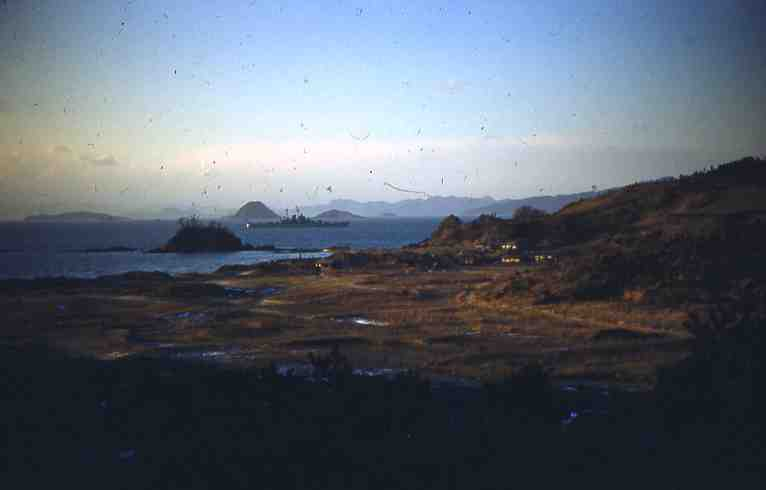
Вид на USS Wisconsin (BB-64) с острова Йодо в январе 1952 года
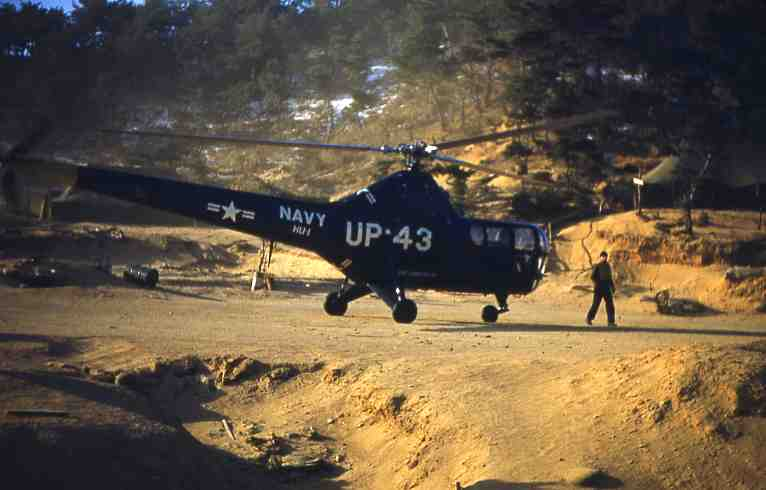
Вертолёт SH-5 на аэродроме Бриско-Филд на острове Йодо в январе 1952 года
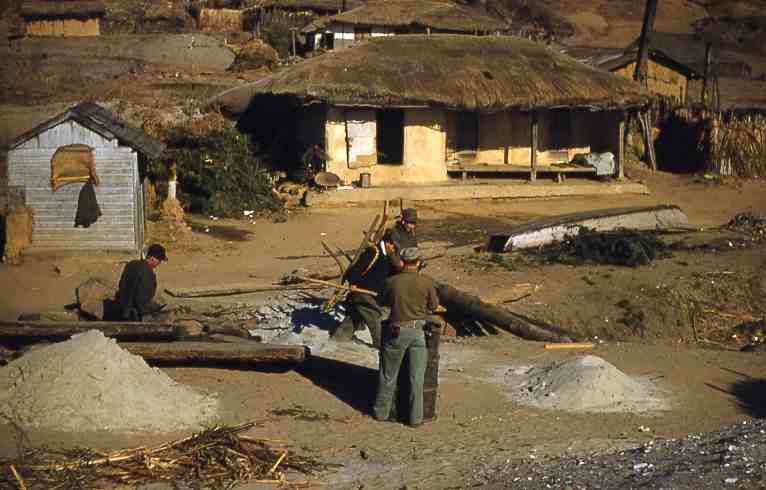
Сельские дома на острове Йодо в январе 1952 года
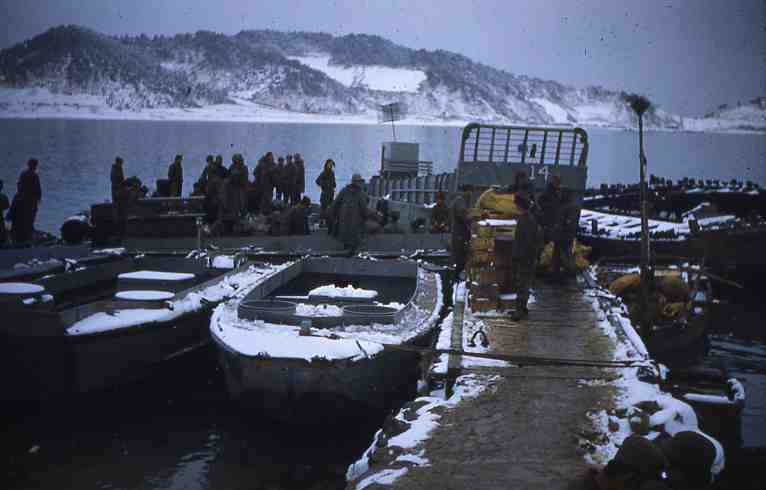
Пристань острова Йодо в феврале 1952 года
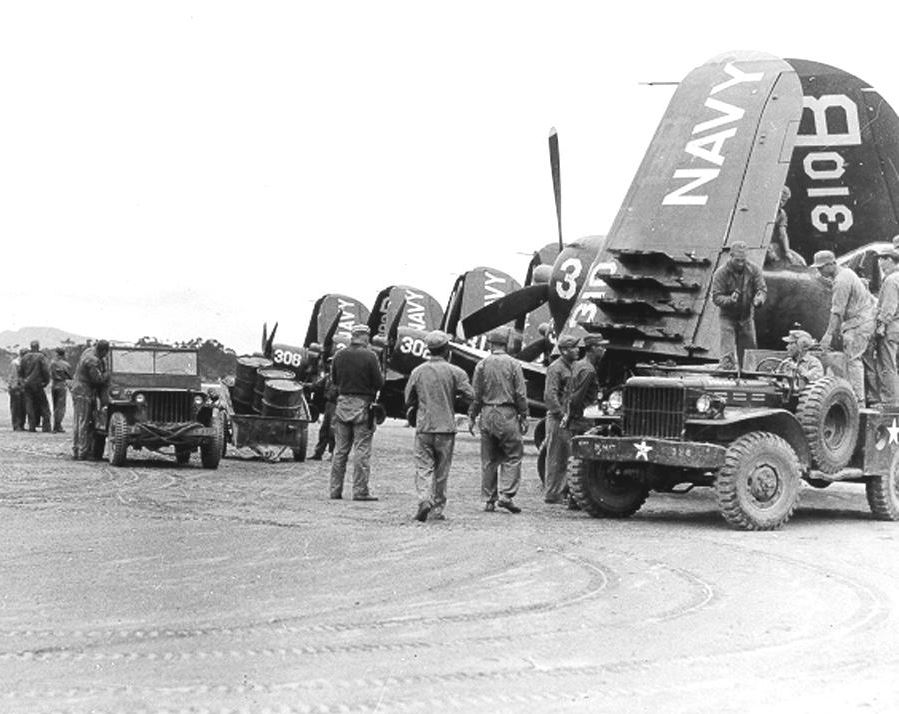
Самолёты F4U Corsair из состава 193-й эскадрильи[англ.] с авианосца USS Princeton (CV-37) на аэродроме Бриско-Филд на острове Йодо 15 июля 1952 года
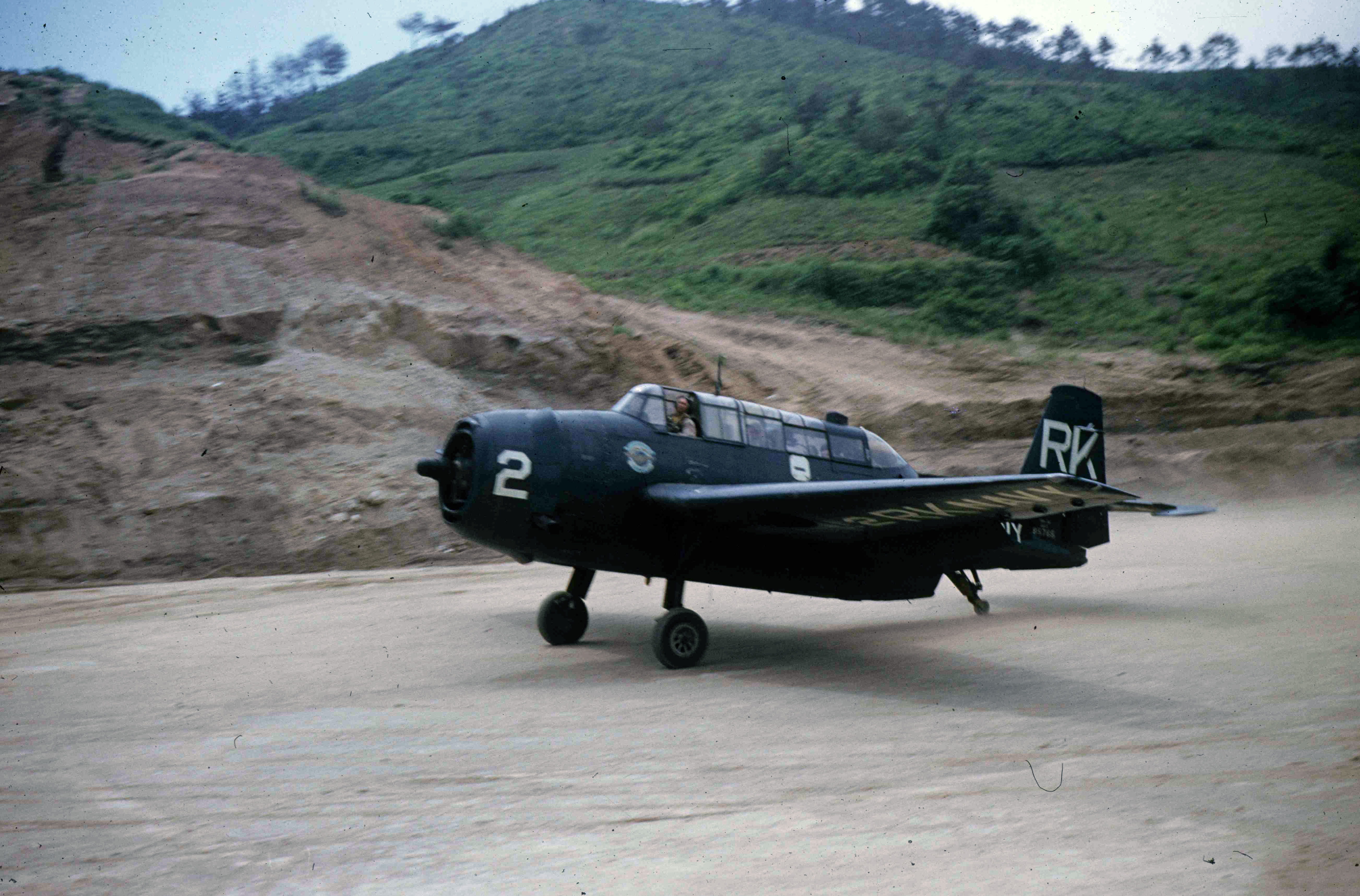
Самолёт TBM-3R на аэродроме Бриско-Филд на острове Йодо в июне 1953 года